# 電気二重層

電気二重層の模式図。荷電粒子が界面近傍に最も近づいたときにできる面をシュテルン面、それより界面側をシュテルン層またはヘルムホルツ層、外側をグイ・チャップマン層と呼ぶ。

電気二重層（でんきにじゅうそう、Electrical double layer (EDL)）は、流体（荷電粒子が比較的自由に動ける系）中の物体の界面に電位が与えられたときに形成される2層の構造である。
一般に、仕事関数の違いや帯電の影響によって、2つの異なる物質が接する界面には電位差が生じる。そのため、どちらかの物質中で荷電粒子が移動可能であれば、界面には必ず電気二重層が形成される。具体的には、電気分解を行う際の電解液と電極の界面、コロイド粒子と分散媒の界面、半導体のpn接合面などについて考えられることが多い。他にも気泡、液滴、多孔質体などの表面に生じる。
電気二重層は、正電荷の表面に固定吸着された陰イオン（または負電荷に吸着した陽イオン）からなる非常に薄い層（Stern-Helmholtz層）と、静電引力の中で拡散しつつ濃度分布が生じる層（拡散層あるいはGouy-Chapman層）の２つの層で構成される。
電気二重層は、微小なスケールでの物質の運動に大きな影響を与えるため、ほとんどの電気化学現象のほか、コロイドの安定性や、Micro-TASでの流体力学などを考える際に重要となる。

## 電極と電解液の界面
電解液に電極から電位が印加されると、電場によって電解液中のイオンが移動し、陽極にはアニオンが、陰極にはカチオンが集まり、最終的に電極との界面に整列する。この状態は誘電体に外部電位を与えた状態にも似ており、静電容量を持つことから、一定の電荷が充電されることになる。この現象は一種のコンデンサ（キャパシタ）であり、実際にある種のコンデンサ（電気二重層コンデンサ（キャパシタ））として販売されている。
電気二重層は、電極近傍でのイオンの挙動に大きな影響を与えるため、電気化学などの分野で重要な意味を持つ。

## コロイド（ナノ粒子）と電解液の界面
電気二重層は身近な物質の中でも重要である。例えば、牛乳が安定に存在するのは、脂肪の液滴が電荷をもつために電気二重層で覆われ、バターになるのを防いでいる。他にも電気二重層は、血液、塗料、インク、セラミックやセメントのスラリーなど、ほとんどすべての不均質な流体に存在する。

## （界面）二重層の発展

### ヘルムホルツ

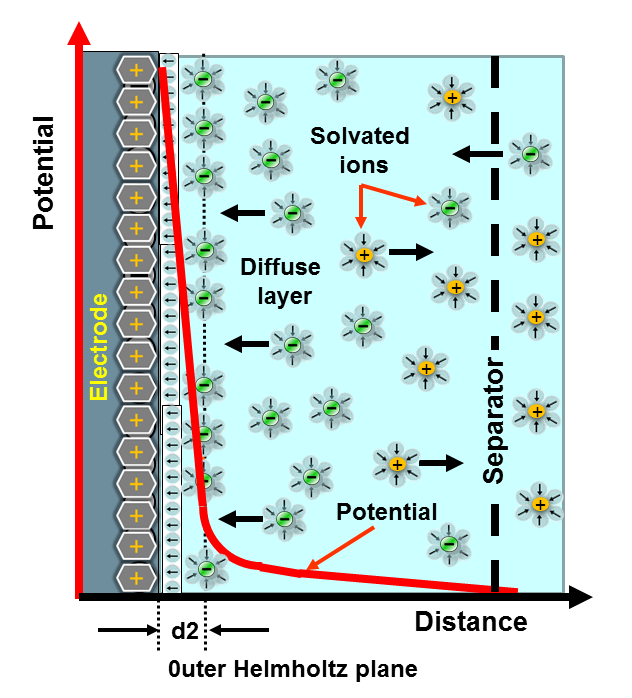
Simplified illustration of the potential development in the area and in the further course of a Helmholtz double layer.

電気伝導体を固体もしくは液体のイオン伝導体（電解質）と接触させると、2つの相に共通の境界（界面）が現れる。ヘルマン・フォン・ヘルムホルツは電解液に浸した荷電した電極が電荷の共イオンをはじき、表面の対イオンをひきつけることに初めて気づいた。電極と電解質の間の界面には電気極性の反対の2つの層が形成される。1853年、彼は電気二重層(DL)が本質的には分子誘電体であり、電荷を静電的に蓄えることを示した。電解質の分解電圧以下では、蓄えられた電荷は印加される電圧に線形依存する。
この初期のモデルは電荷密度に依存せず、電解質溶媒の比誘電率や二重層の厚さに依存する一定の微分容量を予測した。
このモデルは界面を記述するのに良い基礎を持つが、溶液中のイオンの拡散/混合、表面への吸着の可能性、溶媒双極子モーメントと電極の間の相互作用などの重要な要素を考慮していない。

### グイ-チャップマン
1910年にルイ・ジョルジュ・グイが、1913年にデイビッド・チャップマンが静電容量は一定ではなく、印加された電位とイオン濃度に依存することを観察した。「グイ-チャップマンモデル」は二重層の拡散モデルを導入することで大きく進歩した。このモデルでは、金属表面からの距離の関数としてのイオンの電荷分布はマクスウェル-ボルツマン統計を適用することで可能になる。したがって電位は流体バルクの表面から指数関数的に減少する。

### シュテルン
グイ-チャップマンモデルは高電荷の二重層では機能しない。1924年、オットー・シュテルンはヘルムホルツモデルとグイ-チャップマンモデルを組み合わせることを提案した。シュテルンモデルでは、ヘルムホルツにより提案されたようにいくつかのイオンが電極に付着し、内部にヘルムホルツモデルの電気二重層があり、外部はグイ-チャップマンモデルの電気二重層を形成する。
シュテルン層はイオンの有限の大きさを占め、結果として電極へのイオンの最接近はイオン半径のオーダーとなる。シュテルンモデルには独自の制約があり、すなわち、イオンを点電荷として効果的に扱い、拡散層内の全ての重要な相互作用はクーロン力のものであり、二重層全体で誘電率が一定であり、流体粘性がすべり面よりも一定であると仮定する。

### グレアム

電極(BMD)モデル上の二重層の略図。1.内部ヘルムホルツ平面(IHP)、2.外部ヘルムホルツ平面(OHP)、3.拡散層、4.溶媒和イオン（陽イオン）、5.特異的に吸着したイオン（疑似静電容量に寄与する酸化還元イオン）、6.電解質溶媒の分子

1947年、D・C・グレアムはシュテルンモデルを改良した。彼は電極への最接近は通常溶媒分子によって占有されているが、いくつかのイオン種や非荷電種がシュテルン層にしみ込んでいるということを提案した。これはイオンが電極に近づくにつれてその溶媒和殻を失っていく場合に起こりうることである。彼は電極と直接接触しているイオンを「特異的に吸着したイオン」と呼んだ。このモデルは3つの領域の存在を提案した。内部ヘルムホルツ平面(IHP)は特異的に吸着されたイオンの中心を通る。外部ヘルムホルツ平面(OHP)はそれらの電極に最接近した距離の溶媒和されたイオンの中心を通る。最後に拡散層はOHPを超える領域である。

### ボックリス・デヴァンサン・ミュラー (BDM)
1963年、ジョン・ボックリス、M・A・V・デヴァンサン、クラウス・ミュラーの3人は界面における溶媒の作用を含む二重層のBDMモデルを提案した。彼らは水のような溶媒の付いた分子が電極表面に対して一定の列を有することを提案した。この溶媒分子の第1の層は電荷に依存して電場に対して強い配向を示す。この配向は電場強度により変化する溶媒の誘電率に大きな影響を及ぼす。IHPはこれらの分子の中心を通過する。特異的に吸着し、部分的に溶媒和されたイオンがこの層に現れる。電解質の溶媒和されたイオンはIHPの外側にある。これらのイオンの中心を通ってOHPを通過する。拡散層はOHPを超えた領域である。現在はBDMモデルが最も一般的に使用されている。

### Trasatti/Buzzanca
1971年のSergio TrasattiとGiovanni Buzzancaによる二酸化ルテニウム膜上の二重層のさらなる研究は、低電圧における特異的に吸着したイオンを有するこれらの電極の電気化学的挙動がキャパシタのものと似たようなものであることを実証した。また、この電位領域におけるイオンの特異的吸着はイオンと電極の間の部分電荷移動を含む。これは疑似静電容量を理解するための一歩となった。

### コンウェイ
1975年から1980年にかけて、ブライアン・エヴァンズ・コンウェイは酸化ルテニウム電気化学キャパシタに関する基礎・開発業務を広範に行った。1991年、電気化学的エネルギー貯蔵における「スーパーキャパシタ」と「バッテリー」との挙動の違いについて記述した。1999年、彼はスーパーキャパシタという用語を造語し、電極とイオンの間の電磁誘導的な電荷移動に伴う表面酸化還元反応により増えたキャパシタンスを説明した。
彼の「スーパーコンデンサ」は部分的にはヘルムホルツ二重層に、部分的にはファラデー反応（酸化還元反応、インターカレーションあるいは電子収着）の結果として電極と電解質の間で電子とプロトンの電荷移動による電子を蓄える。これは「疑似コンデンサ容量」と呼ばれる。

### マーカス
化学結合の変化を介さない電荷移動の物理および数学的な基盤はRudolph A. Marcus により研究された。マーカス理論は電子がある化学種から別の化学種に移動する速度である電子移動反応の速度を説明する。元々は外圏電子移動を処理するためにまとめられたもので、ここでは2つの化学種が電子のジャンプを生じ電荷だけ変化している。結合を作ったり壊したりすることを伴わない酸化還元反応のために、マーカス理論は構造変化に対する反応のために導かれたヘンリー・アイリングの遷移状態理論の代わりに用いられた。 マーカスはこの理論により1992年にノーベル化学賞を受賞した。